# Pentathlon moderno ai Giochi della XXVI Olimpiade

## Podi
| Evento                                 | Oro               | Perform. | Argento        | Perform. | Bronzo         | Perform. |
| Pentathlon moderno maschile (dettagli) | Aleksandr Parygin | 5551     | Ėduard Zenovka | 5530     | János Martinek | 5501     |

## Medagliere
| Posizione | Paese      | Oro | Argento | Bronzo | Totale |
| --------- | ---------- | --- | ------- | ------ | ------ |
| 1         | Kazakistan | 1   | 0       | 0      | 1      |
| 2         | Russia     | 0   | 1       | 0      | 1      |
| 3         | Ungheria   | 0   | 0       | 1      | 1      |
| Totale    | Totale     | 1   | 1       | 1      | 3      |